# Jacob-Roelandslyceum
Het Jacob-Roelandslyceum is een middelbare school voor gymnasium, atheneum en havo in het Nederlandse Boxtel en valt onder het bestuur van de vereniging Ons Middelbaar Onderwijs (OMO).

## Geschiedenis
De school werd opgericht in 1948 als HBS aan de Herman Brandtstraat te Boxtel. De school begon als Jacob-Roelandscollege en werd vernoemd naar Jacob Roelands, een Boxtelse missionaris uit de 17e eeuw. In 1955 verhuisde de school naar de huidige locatie aan de Grote Beemd. Na een fusie in 1964 met missiehuis St. Theresia, het kleinseminarie van de in Boxtel gevestigde paters Assumptionisten, werd de HBS uitgebreid met een gymnasium. Na invoering van de Mammoetwet werd de naam in 1969 veranderd in Jacob-Roelandslyceum. In augustus 2000 volgde opnieuw een fusie, ditmaal vanwege teruglopende leerlingaantallen. Deze keer werd er gefuseerd met de Bracbant-havo, die gevestigd was aan de Baroniestraat. In 2003 werd de Havo overgehuisd.

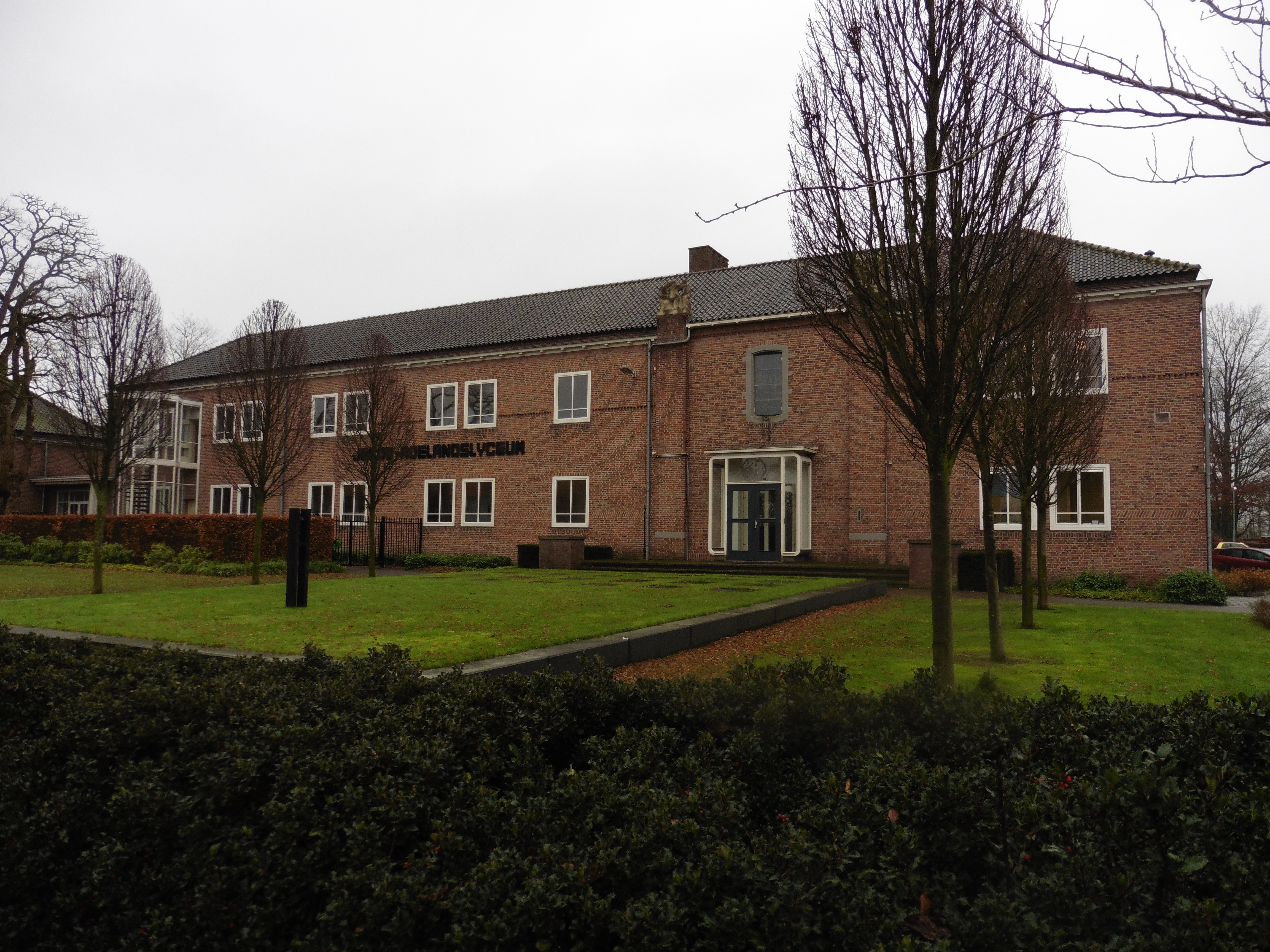
Jacob-Roelandslyceum te Boxtel vanaf de Grote Beemd.

## Expeditie Jacob Roelands
Sinds 2016 organiseert de school jaarlijks Expeditie Jacob Roelands. Tijdens de expeditie treedt een groep leerlingen in de voetsporen van Jacob Roelands en zetten ze zich in voor de kansen van kinderen in Cochabamba, Bolivia. Voorafgaand aan de expeditie wordt een geldbedrag opgehaald welke de leerlingen naar Bolivia brengen om daar kennis te maken met de lokale bevolking en zich in te zetten voor de kinderen.